# Grotte Okladnikov
La grotte Okladnikov est un site préhistorique localisé dans les contreforts des montagnes de l'Altaï, dans le sud de la Sibérie, en Russie.
C'est l'un des sites paléolithiques les plus étudiés dans la région de l'Altaï et des monts Saïan. Une riche industrie lithique moustérienne, datant de 43 700 à 37 500 ans avant le présent, a été découverte, ainsi que plusieurs fossiles humains très fragmentaires. Avec quelques autres sites néandertaliens de la région de l'Altaï, la grotte Okladnikov fait partie des sites néandertaliens les plus orientaux connus à ce jour.

## Situation
La grotte Okladnikov se situe dans le kraï de l'Altaï, environ 150 km au sud de Barnaoul, la capitale régionale, et 50 km au nord-ouest de la grotte de Denisova.
La grotte s'ouvre vers le sud, dans un escarpement karstique, environ 14 mètres au-dessus de la rive gauche de la rivière Sibiryachikha, un affluent de la rivière Anuy.

## Historique
La grotte Okladnikov a été fouillée pour la première fois de 1984 à 1987 par Anatoly Derevyanko (en), qui lui a donné son nom en l'honneur d'Alekseï Okladnikov (1908-1981), découvreur du fossile néandertalien de Teshik-Tash en 1938 en Ouzbékistan.
En 2007, une étude génétique de l'Institut Max-Planck d'anthropologie évolutionniste, à Leipzig, en Allemagne, fondée sur l'analyse de l'ADN mitochondrial des fragments osseux trouvés dans la grotte Okladnikov, a montré qu'ils appartenaient à l'Homme de Néandertal, repoussant ainsi de 2 000 km vers l'Est l'extension géographique des Néandertaliens, dont le point connu le plus extrême était auparavant la grotte de Teshik-Tash, en Ouzbékistan,.

## Fossiles humains
168 restes humains fossiles ont été trouvés, dont la majorité provenant d'adultes. On compte notamment 5 dents et 9 fragments crâniens, représentant probablement au moins 4 individus. Trop fragmentaires, les fossiles n'ont pu être identifiés comme Néandertaliens que par l'analyse génétique de 2007.

## Mode de subsistance
L'analyse de la proportion d'azote 15 (15N) contenu dans le collagène des ossements néandertaliens a montré une haut niveau trophique. Le mode de vie des Néandertaliens de l'Altaï était donc comparable à celui des Néandertaliens d'Europe, avec une alimentation très carnivore fondée sur la chasse de grands herbivores.

## Analyse
Jean-Jacques Hublin pense que les Néandertaliens se sont étendus d'Europe ou d'Asie centrale vers la Sibérie à partir de la période interglaciaire de l'Éémien (de 130 000 à 115 000 ans AP), et que le retour de conditions glaciaires sévères, pendant la glaciation de Würm, a pu les faire ensuite reculer au profit de l'Homme de Denisova.